# 1480
Portal Geschichte | Portal Biografien | Aktuelle Ereignisse | Jahreskalender | Tagesartikel

◄ |
14. Jahrhundert |
15. Jahrhundert
| 16. Jahrhundert | ►

◄ |
1450er |
1460er |
1470er |
1480er
| 1490er | 1500er | 1510er | ►

◄◄ |
◄ |
1476 |
1477 |
1478 |
1479 |
1480
| 1481 | 1482 | 1483 | 1484 | ► | ►►
Staatsoberhäupter  · Nekrolog
| Januar | Januar | Januar | Januar | Januar | Januar | Januar | Januar |
| Kw     | Mo     | Di     | Mi     | Do     | Fr     | Sa     | So     |
| ------ | ------ | ------ | ------ | ------ | ------ | ------ | ------ |
| 52     |        |        |        |        |        | 1      | 2      |
| 1      | 3      | 4      | 5      | 6      | 7      | 8      | 9      |
| 2      | 10     | 11     | 12     | 13     | 14     | 15     | 16     |
| 3      | 17     | 18     | 19     | 20     | 21     | 22     | 23     |
| 4      | 24     | 25     | 26     | 27     | 28     | 29     | 30     |
| 5      | 31     |        |        |        |        |        |        |

| Februar | Februar | Februar | Februar | Februar | Februar | Februar | Februar |
| Kw      | Mo      | Di      | Mi      | Do      | Fr      | Sa      | So      |
| ------- | ------- | ------- | ------- | ------- | ------- | ------- | ------- |
| 5       |         | 1       | 2       | 3       | 4       | 5       | 6       |
| 6       | 7       | 8       | 9       | 10      | 11      | 12      | 13      |
| 7       | 14      | 15      | 16      | 17      | 18      | 19      | 20      |
| 8       | 21      | 22      | 23      | 24      | 25      | 26      | 27      |
| 9       | 28      | 29      |         |         |         |         |         |

| März | März | März | März | März | März | März | März |
| Kw   | Mo   | Di   | Mi   | Do   | Fr   | Sa   | So   |
| ---- | ---- | ---- | ---- | ---- | ---- | ---- | ---- |
| 9    |      |      | 1    | 2    | 3    | 4    | 5    |
| 10   | 6    | 7    | 8    | 9    | 10   | 11   | 12   |
| 11   | 13   | 14   | 15   | 16   | 17   | 18   | 19   |
| 12   | 20   | 21   | 22   | 23   | 24   | 25   | 26   |
| 13   | 27   | 28   | 29   | 30   | 31   |      |      |

| April | April | April | April | April | April | April | April |
| Kw    | Mo    | Di    | Mi    | Do    | Fr    | Sa    | So    |
| ----- | ----- | ----- | ----- | ----- | ----- | ----- | ----- |
| 13    |       |       |       |       |       | 1     | 2     |
| 14    | 3     | 4     | 5     | 6     | 7     | 8     | 9     |
| 15    | 10    | 11    | 12    | 13    | 14    | 15    | 16    |
| 16    | 17    | 18    | 19    | 20    | 21    | 22    | 23    |
| 17    | 24    | 25    | 26    | 27    | 28    | 29    | 30    |

| Mai | Mai | Mai | Mai | Mai | Mai | Mai | Mai |
| Kw  | Mo  | Di  | Mi  | Do  | Fr  | Sa  | So  |
| --- | --- | --- | --- | --- | --- | --- | --- |
| 18  | 1   | 2   | 3   | 4   | 5   | 6   | 7   |
| 19  | 8   | 9   | 10  | 11  | 12  | 13  | 14  |
| 20  | 15  | 16  | 17  | 18  | 19  | 20  | 21  |
| 21  | 22  | 23  | 24  | 25  | 26  | 27  | 28  |
| 22  | 29  | 30  | 31  |     |     |     |     |

| Juni | Juni | Juni | Juni | Juni | Juni | Juni | Juni |
| Kw   | Mo   | Di   | Mi   | Do   | Fr   | Sa   | So   |
| ---- | ---- | ---- | ---- | ---- | ---- | ---- | ---- |
| 22   |      |      |      | 1    | 2    | 3    | 4    |
| 23   | 5    | 6    | 7    | 8    | 9    | 10   | 11   |
| 24   | 12   | 13   | 14   | 15   | 16   | 17   | 18   |
| 25   | 19   | 20   | 21   | 22   | 23   | 24   | 25   |
| 26   | 26   | 27   | 28   | 29   | 30   |      |      |

| Juli | Juli | Juli | Juli | Juli | Juli | Juli | Juli |
| Kw   | Mo   | Di   | Mi   | Do   | Fr   | Sa   | So   |
| ---- | ---- | ---- | ---- | ---- | ---- | ---- | ---- |
| 26   |      |      |      |      |      | 1    | 2    |
| 27   | 3    | 4    | 5    | 6    | 7    | 8    | 9    |
| 28   | 10   | 11   | 12   | 13   | 14   | 15   | 16   |
| 29   | 17   | 18   | 19   | 20   | 21   | 22   | 23   |
| 30   | 24   | 25   | 26   | 27   | 28   | 29   | 30   |
| 31   | 31   |      |      |      |      |      |      |

| August | August | August | August | August | August | August | August |
| Kw     | Mo     | Di     | Mi     | Do     | Fr     | Sa     | So     |
| ------ | ------ | ------ | ------ | ------ | ------ | ------ | ------ |
| 31     |        | 1      | 2      | 3      | 4      | 5      | 6      |
| 32     | 7      | 8      | 9      | 10     | 11     | 12     | 13     |
| 33     | 14     | 15     | 16     | 17     | 18     | 19     | 20     |
| 34     | 21     | 22     | 23     | 24     | 25     | 26     | 27     |
| 35     | 28     | 29     | 30     | 31     |        |        |        |

| September | September | September | September | September | September | September | September |
| Kw        | Mo        | Di        | Mi        | Do        | Fr        | Sa        | So        |
| --------- | --------- | --------- | --------- | --------- | --------- | --------- | --------- |
| 35        |           |           |           |           | 1         | 2         | 3         |
| 36        | 4         | 5         | 6         | 7         | 8         | 9         | 10        |
| 37        | 11        | 12        | 13        | 14        | 15        | 16        | 17        |
| 38        | 18        | 19        | 20        | 21        | 22        | 23        | 24        |
| 39        | 25        | 26        | 27        | 28        | 29        | 30        |           |

| Oktober | Oktober | Oktober | Oktober | Oktober | Oktober | Oktober | Oktober |
| Kw      | Mo      | Di      | Mi      | Do      | Fr      | Sa      | So      |
| ------- | ------- | ------- | ------- | ------- | ------- | ------- | ------- |
| 39      |         |         |         |         |         |         | 1       |
| 40      | 2       | 3       | 4       | 5       | 6       | 7       | 8       |
| 41      | 9       | 10      | 11      | 12      | 13      | 14      | 15      |
| 42      | 16      | 17      | 18      | 19      | 20      | 21      | 22      |
| 43      | 23      | 24      | 25      | 26      | 27      | 28      | 29      |
| 44      | 30      | 31      |         |         |         |         |         |

| November | November | November | November | November | November | November | November |
| Kw       | Mo       | Di       | Mi       | Do       | Fr       | Sa       | So       |
| -------- | -------- | -------- | -------- | -------- | -------- | -------- | -------- |
| 44       |          |          | 1        | 2        | 3        | 4        | 5        |
| 45       | 6        | 7        | 8        | 9        | 10       | 11       | 12       |
| 46       | 13       | 14       | 15       | 16       | 17       | 18       | 19       |
| 47       | 20       | 21       | 22       | 23       | 24       | 25       | 26       |
| 48       | 27       | 28       | 29       | 30       |          |          |          |

| Dezember | Dezember | Dezember | Dezember | Dezember | Dezember | Dezember | Dezember |
| Kw       | Mo       | Di       | Mi       | Do       | Fr       | Sa       | So       |
| -------- | -------- | -------- | -------- | -------- | -------- | -------- | -------- |
| 48       |          |          |          |          | 1        | 2        | 3        |
| 49       | 4        | 5        | 6        | 7        | 8        | 9        | 10       |
| 50       | 11       | 12       | 13       | 14       | 15       | 16       | 17       |
| 51       | 18       | 19       | 20       | 21       | 22       | 23       | 24       |
| 52       | 25       | 26       | 27       | 28       | 29       | 30       | 31       |

| Januar | Januar | Januar | Januar | Januar | Januar | Januar | Januar |
| Kw     | Mo     | Di     | Mi     | Do     | Fr     | Sa     | So     |
| ------ | ------ | ------ | ------ | ------ | ------ | ------ | ------ |
| 52     |        |        |        |        |        | 1      | 2      |
| 1      | 3      | 4      | 5      | 6      | 7      | 8      | 9      |
| 2      | 10     | 11     | 12     | 13     | 14     | 15     | 16     |
| 3      | 17     | 18     | 19     | 20     | 21     | 22     | 23     |
| 4      | 24     | 25     | 26     | 27     | 28     | 29     | 30     |
| 5      | 31     |        |        |        |        |        |        |

| Februar | Februar | Februar | Februar | Februar | Februar | Februar | Februar |
| Kw      | Mo      | Di      | Mi      | Do      | Fr      | Sa      | So      |
| ------- | ------- | ------- | ------- | ------- | ------- | ------- | ------- |
| 5       |         | 1       | 2       | 3       | 4       | 5       | 6       |
| 6       | 7       | 8       | 9       | 10      | 11      | 12      | 13      |
| 7       | 14      | 15      | 16      | 17      | 18      | 19      | 20      |
| 8       | 21      | 22      | 23      | 24      | 25      | 26      | 27      |
| 9       | 28      | 29      |         |         |         |         |         |

| März | März | März | März | März | März | März | März |
| Kw   | Mo   | Di   | Mi   | Do   | Fr   | Sa   | So   |
| ---- | ---- | ---- | ---- | ---- | ---- | ---- | ---- |
| 9    |      |      | 1    | 2    | 3    | 4    | 5    |
| 10   | 6    | 7    | 8    | 9    | 10   | 11   | 12   |
| 11   | 13   | 14   | 15   | 16   | 17   | 18   | 19   |
| 12   | 20   | 21   | 22   | 23   | 24   | 25   | 26   |
| 13   | 27   | 28   | 29   | 30   | 31   |      |      |

| April | April | April | April | April | April | April | April |
| Kw    | Mo    | Di    | Mi    | Do    | Fr    | Sa    | So    |
| ----- | ----- | ----- | ----- | ----- | ----- | ----- | ----- |
| 13    |       |       |       |       |       | 1     | 2     |
| 14    | 3     | 4     | 5     | 6     | 7     | 8     | 9     |
| 15    | 10    | 11    | 12    | 13    | 14    | 15    | 16    |
| 16    | 17    | 18    | 19    | 20    | 21    | 22    | 23    |
| 17    | 24    | 25    | 26    | 27    | 28    | 29    | 30    |

| Mai | Mai | Mai | Mai | Mai | Mai | Mai | Mai |
| Kw  | Mo  | Di  | Mi  | Do  | Fr  | Sa  | So  |
| --- | --- | --- | --- | --- | --- | --- | --- |
| 18  | 1   | 2   | 3   | 4   | 5   | 6   | 7   |
| 19  | 8   | 9   | 10  | 11  | 12  | 13  | 14  |
| 20  | 15  | 16  | 17  | 18  | 19  | 20  | 21  |
| 21  | 22  | 23  | 24  | 25  | 26  | 27  | 28  |
| 22  | 29  | 30  | 31  |     |     |     |     |

| Juni | Juni | Juni | Juni | Juni | Juni | Juni | Juni |
| Kw   | Mo   | Di   | Mi   | Do   | Fr   | Sa   | So   |
| ---- | ---- | ---- | ---- | ---- | ---- | ---- | ---- |
| 22   |      |      |      | 1    | 2    | 3    | 4    |
| 23   | 5    | 6    | 7    | 8    | 9    | 10   | 11   |
| 24   | 12   | 13   | 14   | 15   | 16   | 17   | 18   |
| 25   | 19   | 20   | 21   | 22   | 23   | 24   | 25   |
| 26   | 26   | 27   | 28   | 29   | 30   |      |      |

| Juli | Juli | Juli | Juli | Juli | Juli | Juli | Juli |
| Kw   | Mo   | Di   | Mi   | Do   | Fr   | Sa   | So   |
| ---- | ---- | ---- | ---- | ---- | ---- | ---- | ---- |
| 26   |      |      |      |      |      | 1    | 2    |
| 27   | 3    | 4    | 5    | 6    | 7    | 8    | 9    |
| 28   | 10   | 11   | 12   | 13   | 14   | 15   | 16   |
| 29   | 17   | 18   | 19   | 20   | 21   | 22   | 23   |
| 30   | 24   | 25   | 26   | 27   | 28   | 29   | 30   |
| 31   | 31   |      |      |      |      |      |      |

| August | August | August | August | August | August | August | August |
| Kw     | Mo     | Di     | Mi     | Do     | Fr     | Sa     | So     |
| ------ | ------ | ------ | ------ | ------ | ------ | ------ | ------ |
| 31     |        | 1      | 2      | 3      | 4      | 5      | 6      |
| 32     | 7      | 8      | 9      | 10     | 11     | 12     | 13     |
| 33     | 14     | 15     | 16     | 17     | 18     | 19     | 20     |
| 34     | 21     | 22     | 23     | 24     | 25     | 26     | 27     |
| 35     | 28     | 29     | 30     | 31     |        |        |        |

| September | September | September | September | September | September | September | September |
| Kw        | Mo        | Di        | Mi        | Do        | Fr        | Sa        | So        |
| --------- | --------- | --------- | --------- | --------- | --------- | --------- | --------- |
| 35        |           |           |           |           | 1         | 2         | 3         |
| 36        | 4         | 5         | 6         | 7         | 8         | 9         | 10        |
| 37        | 11        | 12        | 13        | 14        | 15        | 16        | 17        |
| 38        | 18        | 19        | 20        | 21        | 22        | 23        | 24        |
| 39        | 25        | 26        | 27        | 28        | 29        | 30        |           |

| Oktober | Oktober | Oktober | Oktober | Oktober | Oktober | Oktober | Oktober |
| Kw      | Mo      | Di      | Mi      | Do      | Fr      | Sa      | So      |
| ------- | ------- | ------- | ------- | ------- | ------- | ------- | ------- |
| 39      |         |         |         |         |         |         | 1       |
| 40      | 2       | 3       | 4       | 5       | 6       | 7       | 8       |
| 41      | 9       | 10      | 11      | 12      | 13      | 14      | 15      |
| 42      | 16      | 17      | 18      | 19      | 20      | 21      | 22      |
| 43      | 23      | 24      | 25      | 26      | 27      | 28      | 29      |
| 44      | 30      | 31      |         |         |         |         |         |

| November | November | November | November | November | November | November | November |
| Kw       | Mo       | Di       | Mi       | Do       | Fr       | Sa       | So       |
| -------- | -------- | -------- | -------- | -------- | -------- | -------- | -------- |
| 44       |          |          | 1        | 2        | 3        | 4        | 5        |
| 45       | 6        | 7        | 8        | 9        | 10       | 11       | 12       |
| 46       | 13       | 14       | 15       | 16       | 17       | 18       | 19       |
| 47       | 20       | 21       | 22       | 23       | 24       | 25       | 26       |
| 48       | 27       | 28       | 29       | 30       |          |          |          |

| Dezember | Dezember | Dezember | Dezember | Dezember | Dezember | Dezember | Dezember |
| Kw       | Mo       | Di       | Mi       | Do       | Fr       | Sa       | So       |
| -------- | -------- | -------- | -------- | -------- | -------- | -------- | -------- |
| 48       |          |          |          |          | 1        | 2        | 3        |
| 49       | 4        | 5        | 6        | 7        | 8        | 9        | 10       |
| 50       | 11       | 12       | 13       | 14       | 15       | 16       | 17       |
| 51       | 18       | 19       | 20       | 21       | 22       | 23       | 24       |
| 52       | 25       | 26       | 27       | 28       | 29       | 30       | 31       |

## Ereignisse

### Politik und Weltgeschehen

#### Osmanisches Reich

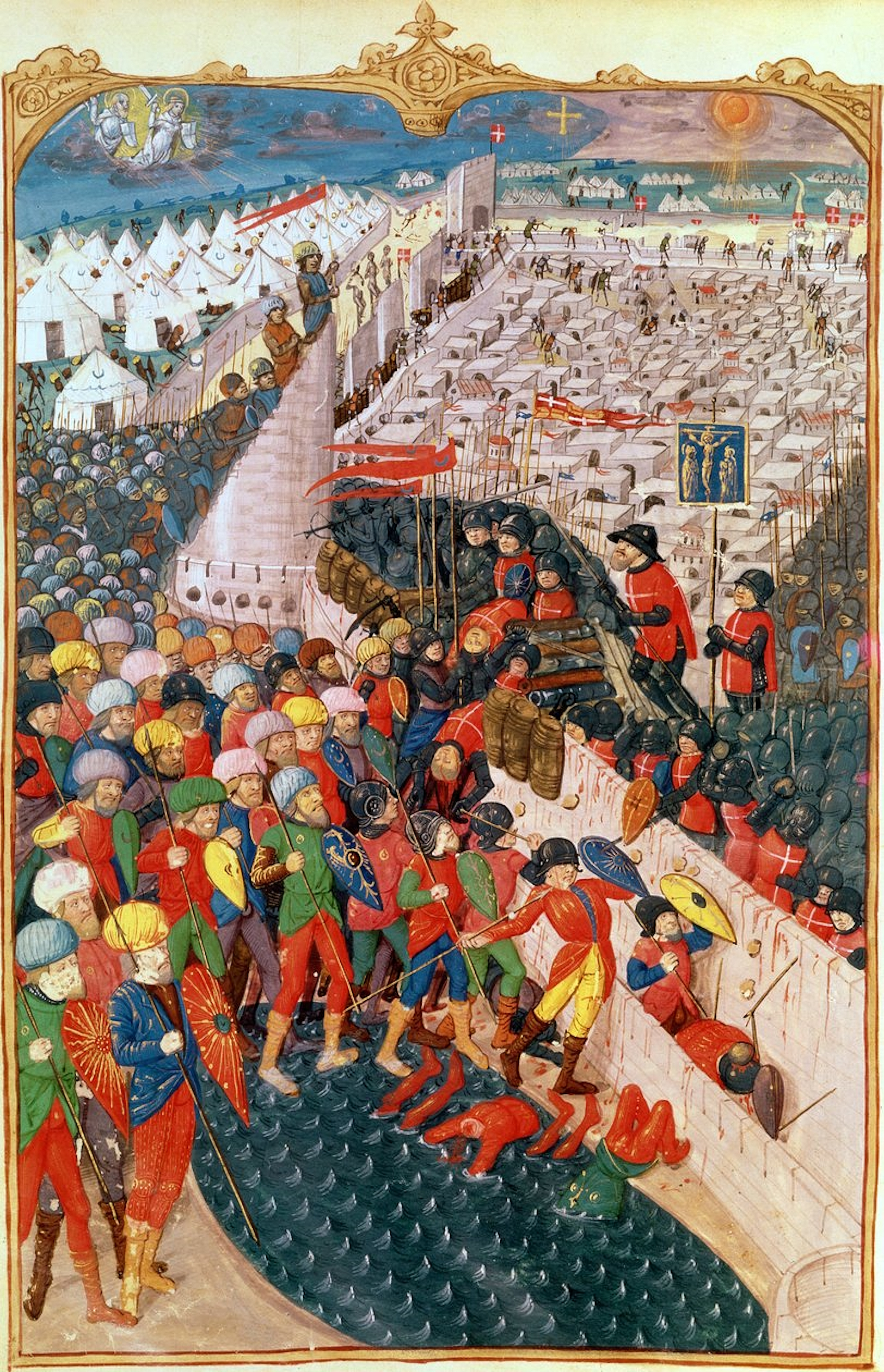
Darstellung der Belagerung durch Vizekanzler Guillaume Caoursin

- 23. Mai: Die erste Belagerung von Rhodos durch das Osmanische Reich beginnt. Nach zwei groß angelegten Sturmversuchen im Juni treten die Türken am 28. Juli zum Generalangriff auf die bereits stark beschädigten Befestigungsanlagen der Stadt an. Es gelingt ihnen die Wälle zu besetzen und der Fall der Stadt scheint bereits sicher, als der türkische Oberbefehlshaber Mesih Pascha ein Plünderungsverbot verkünden lässt und die Schätze der Stadt für Sultan Mehmed II. reklamiert. Diese Ankündigung wirkt sich auf die Kampfmoral der türkischen Soldaten verheerend aus: Wütend und enttäuscht verlässt ein Teil von ihnen die soeben eroberten Positionen, woraufhin sich schon bald die gesamte Osmanische Armee auf dem Rückzug befindet. Die von Pierre d’Aubusson, dem 40. Großmeister des Johanniterordens, kommandierten Verteidiger nützen die unter ihren Feinden entstandene Verwirrung für einen Gegenangriff, der den türkischen Rückzug vollends zur Flucht werden lässt und noch viele Türken das Leben kostet. Nach diesem erneuten Fehlschlag sieht der türkische Oberbefehlshaber keine Möglichkeit mehr, seine angeschlagene Armee zu einem erneuten Sturmversuch zu bewegen. Ihm bleibt nur mehr der ruhmlose Abzug von der Insel. Der Zorn des Sultans über dieses Versagen kostet Mesih Pascha zwar nicht das Leben, doch geht er aller seiner Ämter verlustig und wird in die Provinz versetzt. Guillaume Caoursin, Historiograph und Vizekanzler des Johanniterordens, verfasst wenig später eine Chronik der Belagerung. Die Osmanen kehren erst 1522 wieder, um Rhodos neuerlich zu belagern.
- 28. Juli: Im Otranto-Feldzug des Osmanischen Reiches landet eine vieltausendköpfige Streitmacht in Apulien, zieht vor Otranto und begehrt die Übergabe der Stadt. Als sie verweigert wird, beginnt die Belagerung.
- 11. August: Die Osmanen erobern Otranto in Italien und kontrollieren damit die Ausfahrt der Adria. Die Stadt fungiert noch bis 1481 als Brückenkopf, von dem aus die Osmanen zunächst die Umgebung bedrohen und verwüsten und in dem sie schließlich selbst von Truppen des Königreichs Neapel eingeschlossen werden.
- 14. August: Nach Eroberung der Zitadelle in Otranto werden 800 Zivilisten, die sich weigern, zum Islam zu konvertieren, von osmanischen Kriegern geköpft.

#### Heiliges Römisches Reich

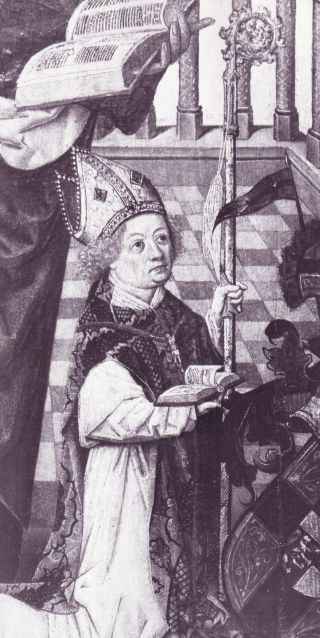
Hermann von Hessen

- 11. August: Hermann IV. von Hessen wird als Nachfolger des am 16. Juli in Gefangenschaft verstorbenen Ruprecht von der Pfalz Erzbischof und Kurfürst von Köln.

#### Russland
- Anfang des Jahres: Akhmat Khan, Herrscher der Goldenen Horde, schließt ein Bündnis mit Kasimir IV. Andreas, dem König von Polen und Großfürsten von Litauen aus der Dynastie der Jagiellonen. Ziel des Bündnisses ist ein gemeinsamer Angriff auf das Großfürstentum Moskau. Als es zu Streitigkeiten zwischen dem Moskauer Großfürsten Iwan III. und seinen Brüdern kommt, entschließt sich Akhmat Khan zum Handeln. Er lotet die Gegend um den Fluss Oka, einen Nebenfluss der Ugra, als mögliches Schlachtfeld aus.
- ab dem 8. Oktober: In einem viertägigen Kampf verhindern moskowitische Truppen das Überqueren der Oka durch die Horde. Akhmat entschließt sich daraufhin, auf die versprochene Verstärkung durch Kasimir zu warten, die jedoch nicht kommt.
- 11. November: Nach dem mehrwöchigen Stehen an der Ugra zieht sich die von Epidemien geschwächte Horde wegen des beginnenden Winters endgültig zurück. Dieser Vorfall wird von der nationalen russischen Historiographie zum Ende der mongolischen Herrschaft über Russland hochstilisiert und wird als Ausgangspunkt für den Aufstieg des russischen Reiches und den Untergang des Reiches der Goldenen Horde angesehen.

#### Afrika
- um 1480: Das Reich Baguirmi auf dem Gebiet des heutigen Tschad entsteht. Es ist dem Kanem-Bornu-Reich tributpflichtig.
- um 1480: Das Königreich Maravi im Südosten Afrikas wird gegründet.

#### Amerika
- um 1480: Das Volk der Kañari wird nach langen Kämpfen von den Inka unter Túpac Yupanqui unterworfen, die Hauptstadt Ingapirca zerstört.

### Wissenschaft und Technik

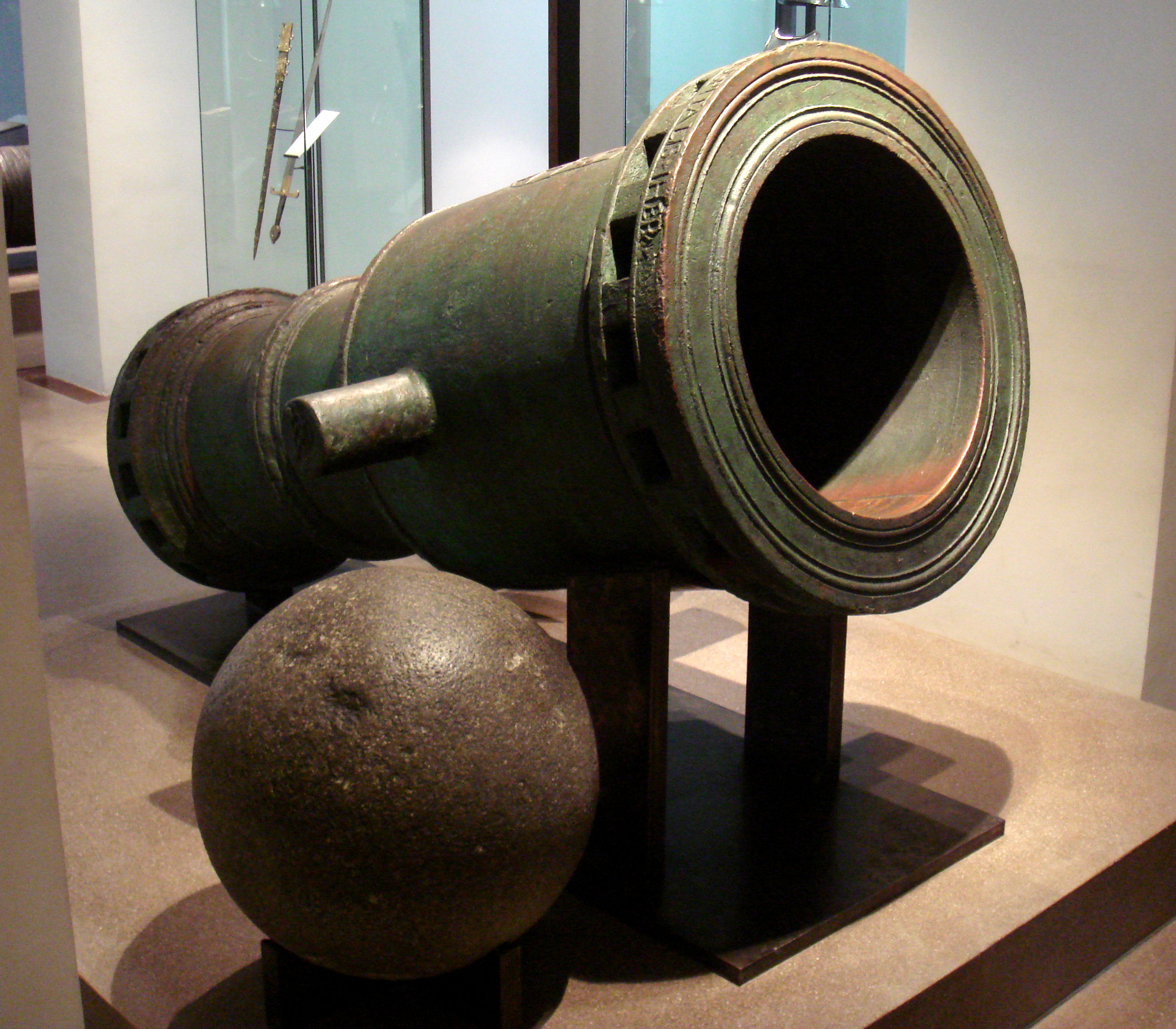
Steinbüchse des Petrus Abbuson im Musée de l’Armée

Auf Malta wird die Steinbüchse des Petrus Abbuson in Auftrag gegeben und gefertigt. 

### Kultur

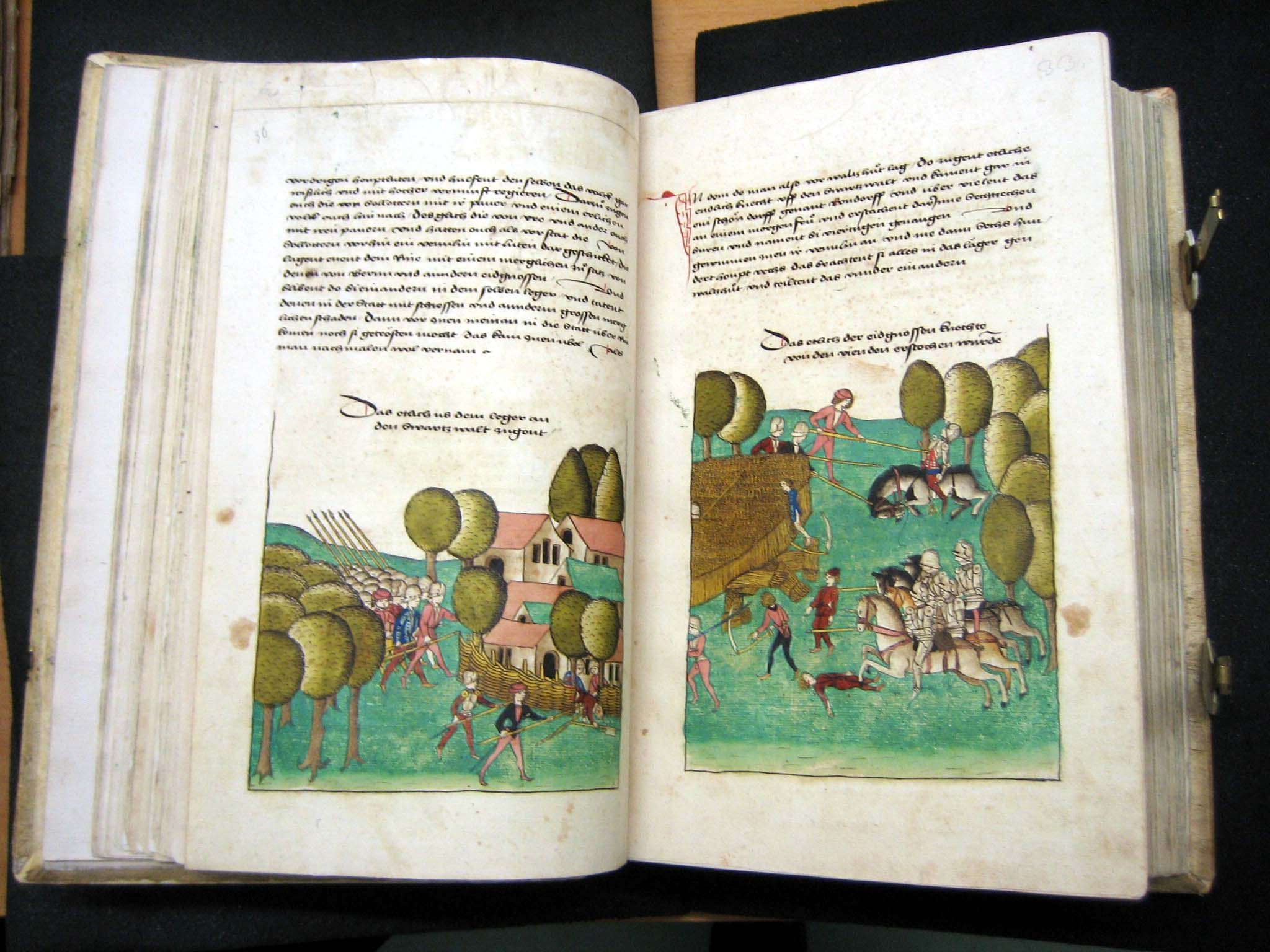
Doppelseite aus der Burgunderchronik

Diebold Schilling der Ältere verfasst um 1480 die Grosse Burgunderchronik.
Um 1480 malt Andrea Mantegna in Tempera auf Leinwand die Beweinung Christi. Es gilt wegen der extremen perspektivischen Verkürzung der Darstellung des Leichnams Christi als sein „außergewöhnlichstes“ Werk.

### Religion
Ferdinand II. und Isabella I. richten für die Königreiche Kastilien und Aragon ein Inquisitionsgericht ein, um (zwangs)bekehrte Juden (so genannte Conversos oder Marranen) und Mauren (Moriscos) aufzuspüren und zu bestrafen, die zwar öffentlich zum Christentum konvertiert sind, aber verdächtigt werden, insgeheim ihre vorherige Religion weiter auszuüben, wodurch sie per Definition Häretiker sind. Die Spanische Inquisition liegt beinahe vollständig in der Hand der Monarchen. Die römische Kurie hat auf ihren Verlauf nur einen sehr begrenzten Einfluss. Papst Sixtus IV., der die Einrichtung genehmigen muss, hat dieser gegenüber zunächst Vorbehalte. Als Spanien jedoch Neapel eingenommen hat, gibt er nach und beauftragt zwei Dominikaner als Inquisitoren, denen weitere folgen werden.

### Katastrophen
Zwischen dem 21. und dem 24. Juli führt Dauerregen und späte Schneeschmelze im Alpenraum zu Überschwemmungen an Aare und Rhein. Gemäß den Chroniken werden sämtliche Brücken zwischen Bern und Strassburg zerstört. Das Hochwasser gilt als Jahrtausendhochwasser an Aare und Oberrhein und wird als Magdalenenhochwasser bezeichnet.

## Geboren

### Geburtsdatum gesichert
- 10. Januar: Margarete von Österreich, Tochter des Erzherzogs Maximilian, des späteren Kaisers († 1530)
- 12. Februar: Friedrich II., Herzog von Liegnitz und Brieg († 1547)
- 13. Februar: Hieronymus Aleander, italienischer Humanist und Kardinal († 1542)
- 10. April: Philibert II., Herzog von Savoyen († 1504)
- 18. April: Lucrezia Borgia, italienische Renaissance-Fürstin († 1519)
- 07. Mai: Philipp von der Pfalz, Bischof von Freising und Bischof von Naumburg († 1541)
- 01. Juni: Tiedemann Giese, Bischof von Kulm und Bischof von Ermland († 1550)
- 18. Juni: Albrecht VII., Graf von Mansfeld († 1560)
- 24. Juni: Johannes Werner von Zimmern der Jüngere, deutscher Adeliger, Herr von Meßkirch († 1548)
- 10. November: Bridget of York, englische Prinzessin († 1517)

### Genaues Geburtsdatum unbekannt
- Nicolaus von Ahlefeldt, Erbherr auf Seegaard
- Elizabeth Boleyn, englische Adelige und Hofdame († 1538)
- Jean Clouet, französischer Maler der Renaissance († 1541)
- Kaeo, Herrscher des nordthailändischen Reiches Lan Na († 1525)
- Lorenzo Lotto, italienischer Maler († 1557)
- Johannes Murmellius, niederländischer Gelehrter, Philologe, Dichter und Humanist († 1517)
- Garcia de Noronha, portugiesischer Adeliger und Vizekönig von Indien († 1540)
- Hans Rainsperg, Schweizer Bürgermeister († 1548)

### Geboren um 1480
- 1479 oder 1480: Peter Henlein, deutscher Schlosser und Erfinder der tragbaren Uhr († 1542)
- Albrecht Altdorfer, deutscher Maler, Kupferstecher und Baumeister († 1538)
- Noel Bauldeweyn, franko-flämischer Komponist und Sänger († um 1530)
- Gottfried von Berlichingen, deutscher Reichsritter, bekannt als Götz von Berlichingen „mit der eisernen Hand“ († 1562)
- Mikuláš Konáč z Hodiškova, tschechischer Drucker, Verleger, Übersetzer und Schriftsteller († 1546)
- Cristóvão Jaques, portugiesischer Seefahrer und Entdecker († 1555)
- Jacopo Palma, oberitalienischer Maler († 1528)
- John Palsgrave, englischer Gelehrter († 1554)
- Niccolò Soggi, italienischer Maler († 1552)
- Pedro Álvarez de Toledo, Vizekönig von Neapel († 1553)
- Bartolomeo Veneto, italienischer Maler († nach 1530)
- 1480 oder 1481: Johann Georg Faust, deutscher Magier, Astrologe und Wahrsager († um 1541)

## Gestorben

### Todesdatum gesichert
- 05. Januar: Jakob von Lichtenberg, Vogt der Stadt Straßburg und letzter Herr von Lichtenberg (* 1416)
- 05. März: Peter von Andlau, elsässischer Rechtsgelehrter (* um 1420)
- 09. Mai: Johann, Graf von Nassau-Wiesbaden-Idstein (* 1419)
- 10. Mai: Philipp I. (der Ältere), Graf von Hanau-Lichtenberg (* 1417)
- 19. Mai: Laurence Booth, Erzbischof von York, Fürstbischof von Durham und englischer Lordkanzler (* 1420)
- 19. Mai: Jan Długosz, polnischer Diplomat, Historiker und Geograph (* 1415)
- 26. Juni: William Bourchier, Viscount Bourchier, englischer Adeliger
- 10. Juli: René I., Herzog von Anjou, Bar, Lothringen, Graf von Provence, Titularkönig von Neapel, Sizilien, Jerusalem, Gegenkönig von Aragón etc. (* 1409)
- 15. Juli: Johann III., Mitregent in der Grafschaft Nassau-Weilburg (* 1441)
- 16. Juli: Ruprecht von der Pfalz, Erzbischof und Kurfürst von Köln (* 1427)
- 22. Juli: Margareta von Cilli, Herzogin von Teschen, Glogau und Steinau (* 1411)
- 01. September: Ulrich V., Graf von Württemberg (* 1413)
- 20. September: Anne Neville, Duchess of Buckingham, englische Adlige (* um 1408)
- 04. Oktober: Jakub z Sienna, polnischer Adliger, Bischof von Krakau, Bischof von Włocławek, Erzbischof von Gniezno sowie Primas Poloniae (* 1413)
- 06. November: Ichijō Norifusa, japanischer Regent (* 1423)
- 16. November: Christoph von Trautmannsdorf, Bischof von Seckau (* um 1435)
- 20. November: Eleonore von Schottland, Herzogin von Tirol (* um 1433)
- 29. November: Friedrich I., Pfalzgraf und Herzog von Pfalz-Simmern-Sponheim (* 1417)
- 20. Dezember: Anne Neville, Duchess of Buckingham, englische Adelige (* um 1411)

### Genaues Todesdatum unbekannt
- Johannes von Köln, deutscher Baumeister der Gotik (* um 1410)
- Hans Schurff, Bürgermeister von St. Gallen (* 1415)
- Tristão Vaz Teixeira, portugiesischer Entdecker und Gouverneur (* um 1395)
- Vecchietta, italienischer Maler der Schule von Siena, Bildhauer und Goldschmied (* 1410)